# 一九九五年閏八月
一九九五年閏八月是一部於1995年上映的台灣電影。由黃安、林瑞陽、王靜瑩、庹宗華、梅芳主演，由林博生執導。本片從1950年代蔣中正治下的台灣開始講起。

## 劇情概述
一九五零年代是一個什麼都沒有的年代。沒有米、沒有電視。雞王（林瑞陽飾）從不帶便當，只帶一根湯匙，因為他把便當留給弟妹。他努力去教堂是因為可從教堂獲得物資來源。每當吃飯時同學防他像防賊，但他都有辦法把肚子填飽。甚至贏得同學的尊敬、友誼。
描述當年開始之後40年的台灣社會變遷，1970是莊敬自強、處變不驚的年代他們一幫朋友剛好當兵在軍中被整，看到戰備肅殺風氣之下卻又光怪陸離的軍中百態，退伍後他們懷著希望在台北開創事業。然而屢戰屢敗最後睡街頭，但正值台灣經濟起飛的美好年代，連乞丐都充滿希望永遠相信明天會更好，返鄉後正值美國與中華民國斷交，因街頭抗議，他們供應雞蛋而發了一筆小財。從此相信了投機才是資本主義下成功的哲學，最後卻嚐到失敗的苦果身無分文返鄉，重拾起勤勞致富的價值觀，建立起專業化的「中正雞場」也收穫了愛情。
當一九九五閏八月來臨，解放軍攻台的預言人心惶惶時，有人問他對海峽兩岸關係的看法，他認為海峽兩岸最大的障礙，不在軍事的對抗，而在「身高」，因為江澤民不肯抬頭，而李登輝不肯彎腰，視線很難找到焦點，但憑中國人的聰明，在未來的歲月，終究會找到一個妥善解決的辦法。

## 演員
| 演員   | 配音   | 角色       |
| ------ | ------ | ---------- |
| 黃安   | 石班瑜 | 林宏厚     |
| 林瑞陽 |        | 宋中華     |
| 宋中華 |        | 宋中華兒時 |
| 王靜瑩 |        | 林雅惠     |
| 庹宗華 |        | 軍中班長   |
| 梅芳   |        | 宋母       |
| 沈文程 |        | 護衛警察   |

## 製作團隊
- 出品人:盧美惠
- 監製:梅長錕
- 製片人:林呈炘
- 製片:林天賜
- 編劇:葉雲樵
- 攝影C.S.C:廖本榕
- 照明:孟培雄
- 剪接:陳勝昌
- 導演:林博生
- 副導:張思恩
- 攝影助理:黃永順、貝大豐
- 場記:鍾維育
- 燈光:蔡鎮岳、劉毅
- 服裝:駱西光、李煥星
- 化妝:蔡秀英
- 劇照:陳進發
- 道具:陳師堯
- 場務:陳進興、廖士賢
- 錄音:忻江盛
- 套片:胡定一、雷震卿
- 電工:唐貞觀
- 對白:武莉

## 外部連結
- YouTube上的